# Montecorvino Pugliano
Montecorvino Pugliano è un comune italiano sparso di 11 184 abitanti della provincia di Salerno in Campania. La sede comunale è collocata nella frazione di Santa Tecla.

## Geografia fisica

### Territorio
Le frazioni montane del comune che si trovano sul monte Corvino sono: Pugliano, Santa Tecla, Gallara e Torello, mentre più a valle si trova la frazione di San Vito.
In collina si trovano le località di Condolizzi, Condorelli, Pendazzi, Pendazzelli, Santesi e Sorbo, mentre in pianura, le frazioni di Bivio Pratole e Pagliarone sono le località del comune che si sono maggiormente sviluppate grazie alla vicinanza della strada statale 18 "Tirrena inferiore".
Non esiste invece alcun centro abitato del comune con il nome di Montecorvino, mentre il toponimo si ritrova nell'adiacente comune di Montecorvino Rovella.
La flora nel comune di Montecorvino Pugliano è caratterizzata dalla forte presenza di olivi  e viti.
Nella frazione di Santa Tecla, che si trova sulla strada che collega Pugliano con Pontecagnano per via Faiano, è presente un bosco di querce ("bosco San Benedetto"), la cui gestione non è affidata all'amministrazione comunale.
- Classificazione sismica: zona 1 (zona più pericolosa), Ordinanza PCM. 3274 del 20/03/2003.

### Clima
La stazione meteorologica più vicina è quella di Salerno Pontecagnano Faiano.
In base alla media trentennale di riferimento (1961-1990) per l'Organizzazione Mondiale della Meteorologia, la temperatura media del mese più freddo, gennaio, si attesta a +8,6 °C; quella dei mesi più caldi, luglio e agosto, è di +28 °C. Le precipitazioni medie annue sono abbondanti, superiori ai 1100 mm, con un minimo tra la tarda primavera e l'estate ed una regolare ed elevata distribuzione nel resto dell'anno

## Storia
Il 25 gennaio 1820 con decreto reale 1876 Montecorvino venne diviso in due dipartimenti: Rovella e Pugliano. Successivamente il Consiglio Comunale di Montecorvino Pugliano divise il comune in frazioni: Pugliano, Santa Tecla, Torello, Faiano e Pontecagnano con capoluogo Pugliano. Il comune di Pugliano era in quel periodo, in condizioni ottimali sia per la crescita demografia sia per il miglioramento delle condizioni di vita dovute alla bonifica dell'agro picentino, iniziata già con i Borboni, che grazie alla bontà dei terreni portarono al trasferimento di molte famiglie nelle zone del piano e nel 1806 diedero vita ad un primo movimento per la costituzione di Pontecagnano Faiano in comune autonomo. Il notevole sviluppo economico e demografico delle zone del piano e la lontananza dalla Casa Comunale fu il motivo scatenante della separazione dei due comuni. Il Decreto Regio del 18 giugno 1911 stabilì la nascita del comune di Pontecagnano Faiano; mentre il comune di Montecorvino Pugliano rimase formato dalle frazioni di Santa Tecla, Pugliano, Gallara, Torello, Pagliarone e San Vito Archiviato il 20 settembre 2016 in Internet Archive.. Archiviato il 20 settembre 2016 in Internet Archive.
Dal 1811 al 1860 ha fatto parte del circondario di Montecorvino, appartenente al Distretto di Salerno del Regno delle Due Sicilie.
Dal 1860 al 1927, durante il Regno d'Italia, ha fatto parte del mandamento di Montecorvino, appartenente al Circondario di Salerno.

### Simboli
Lo stemma e il gonfalone di Montecorvino Pugliano sono stati concessi con decreto del presidente della Repubblica 30 giugno 1976.
Il gonfalone è un drappo di giallo.

## Monumenti e luoghi d'interesse
- Convento di Santa Maria, ora sede municipale;
- Chiesa della Madonna dell'Arco, comunemente chiamata chiesa di Santa Lucia, che prende il nome dal vicolo in cui è situata, attualmente inutilizzata.
- Chiesa di San Vito, nella località omonima, d'origine longobarda e che presenta un affresco absidale altomedievale.
- Salerno War Cemetery
- fontana di acqua sulfurea
- Ex stazione termale borbonica

## Società

### Evoluzione demografica
Abitanti censiti

### Religione
La maggioranza della popolazione è di religione cristiana cattolica; il comune appartiene al territorio dell'arcidiocesi di Salerno-Campagna-Acerno.

## Cultura

### Cucina
Il vino locale è prodotto dalle "Cantine Monte Pugliano".
La gastronomia è caratterizzata da piatti a base di carne ("cavatelli alla puglianese"), sebbene non manchino quelli basati su verdure ed erbe, come la frittata di borragine o le frittelle di borragine dette "pizzel'e vrrain".

## Geografia antropica

### Frazioni
Lo statuto comunale di Montecorvino Pugliano non menziona nessuna frazione. In base al sito ufficiale del comune e in base al 14º Censimento Generale della Popolazione e delle Abitazioni, le frazioni sono:
- Bivio Pratole: 3 342 abitanti, 12 m s.l.m.;
- Pagliarone: 1 409 abitanti, 42 m s.l.m.;
- Pugliano: 945 abitanti, 302 m s.l.m.;
- San Vito: 311 abitanti, 100 m s.l.m.;
- Santa Tecla: 1 192 abitanti, 290 m s.l.m.;
- Torello: 142 abitanti, 324 m s.l.m.;

Il sito ufficiale del comune identifica come borgate le seguenti località:
- Castelpagano, Cerra, Condolizzi, Gallara, Pendazzi, Santesi, Sorbo.

## Infrastrutture e trasporti

### Strade
- Strada statale 18 Tirrena Inferiore, che attraversa la frazione Bivio Pratole.
- Strada Provinciale 28/b Faiano-Montecorvino Pugliano-Montecorvino Rovella.
- Strada Provinciale 240 Innesto SP 28-San Matteo.
- Strada Provinciale 313 Innesto SS 18(Bivio Pratole)-Innesto SP 323(S.Vito).
- Strada Provinciale 323 SS 18-S.Vito-Innesto SR 164.
- Autostrada A2 del Mediterraneo, svincolo Montecorvino Pugliano/Pontecagnano sud.

## Amministrazione
| Periodo          | Periodo          | Primo cittadino              | Partito                   | Carica  | Note                |
| ---------------- | ---------------- | ---------------------------- | ------------------------- | ------- | ------------------- |
| 18 gennaio 1986  | 15 febbraio 1991 | Giovanni Campagna            | Campanile (DC)            | Sindaco |                     |
| 15 febbraio 1991 | 5 giugno 1991    | Pasquale Ricco               | Campanile (DC)            | Sindaco |                     |
| 5 giugno 1991    | 9 dicembre 1992  | Giovanni Campagna            | Aquila Reale (DC)         | Sindaco |                     |
| 9 dicembre 1992  | 29 marzo 1993    | Giovanni Melella             | Aquila Reale (DC)         | Sindaco |                     |
| 23 novembre 1993 | 28 ottobre 1994  | Girolamo Budetti             | Colomba (DC)              | Sindaco |                     |
| 24 aprile 1995   | 14 giugno 1999   | Giuseppe Palo                | Patto Monti e Valle (PPI) | Sindaco |                     |
| 14 giugno 1999   | 16 maggio 2003   | Giuseppe Palo                | Patto Monti e Valle (PPI) | Sindaco |                     |
| 30 maggio 2006   | 17 maggio 2011   | Domenico Di Giorgio          | Progetto Comune (AN)      | Sindaco |                     |
| 17 maggio 2011   | 8 giugno 2016    | Domenico Di Giorgio          | Progetto Comune (PDL)     | Sindaco |                     |
| 8 giugno 2016    | 1º marzo 2018    | Gianfranco Lamberti          | Libera Mente (PD)         | Sindaco | Deceduto in carica. |
| 2 marzo 2018     | 9 agosto 2018    | Alessandro Chiola (reggente) | Libera Mente (IND)        | Sindaco |                     |
| 28 maggio 2019   | in carica        | Alessandro Chiola            | Avanti (PSI)              | Sindaco |                     |

### Altre informazioni amministrative
Le competenze in materia di difesa del suolo sono delegate dalla Campania all'Autorità di bacino regionale Destra Sele.
Per quel che riguarda la gestione dell'irrigazione e del miglioramento fondiario, l'ente competente è il Consorzio di bonifica in Destra del fiume Sele.

## Sport

### Calcio
A Montecorvino Pugliano troviamo varie squadre il Santa Tecla calcio che milita in seconda categoria, e la Soccer Friends che milita anch'essa in seconda categoria. Quest' ultima con sede a Bellizzi è anche una scuola calcio con molte categorie dai 2018 fino ai 2006 con appunto anche la prima squadra

### Impianti sportivi
Lo stadio comunale è il "Danilo delle Donne", situato nella frazione di Santa Tecla. Completamente ristrutturato nel 2014, e intitolato in onore del ragazzo morto in un incidente stradale molto famoso in paese, presenta un terreno di gioco in erba sintetica, spogliatoi in numero di due più arbitro, una tribuna semicoperta, bagni e depositi squadre. C'è anche un palasiani situato nella frazione di Bivio Pratole qui ci sono partite di pallavolo e saggi di danza in più è dotato anche di un campo da basket che però per ora è fuori uso. Montecorvino Pugliano è dotata anche di una piscina comunale nella frazione del capoluogo.